# Triton (Operation)

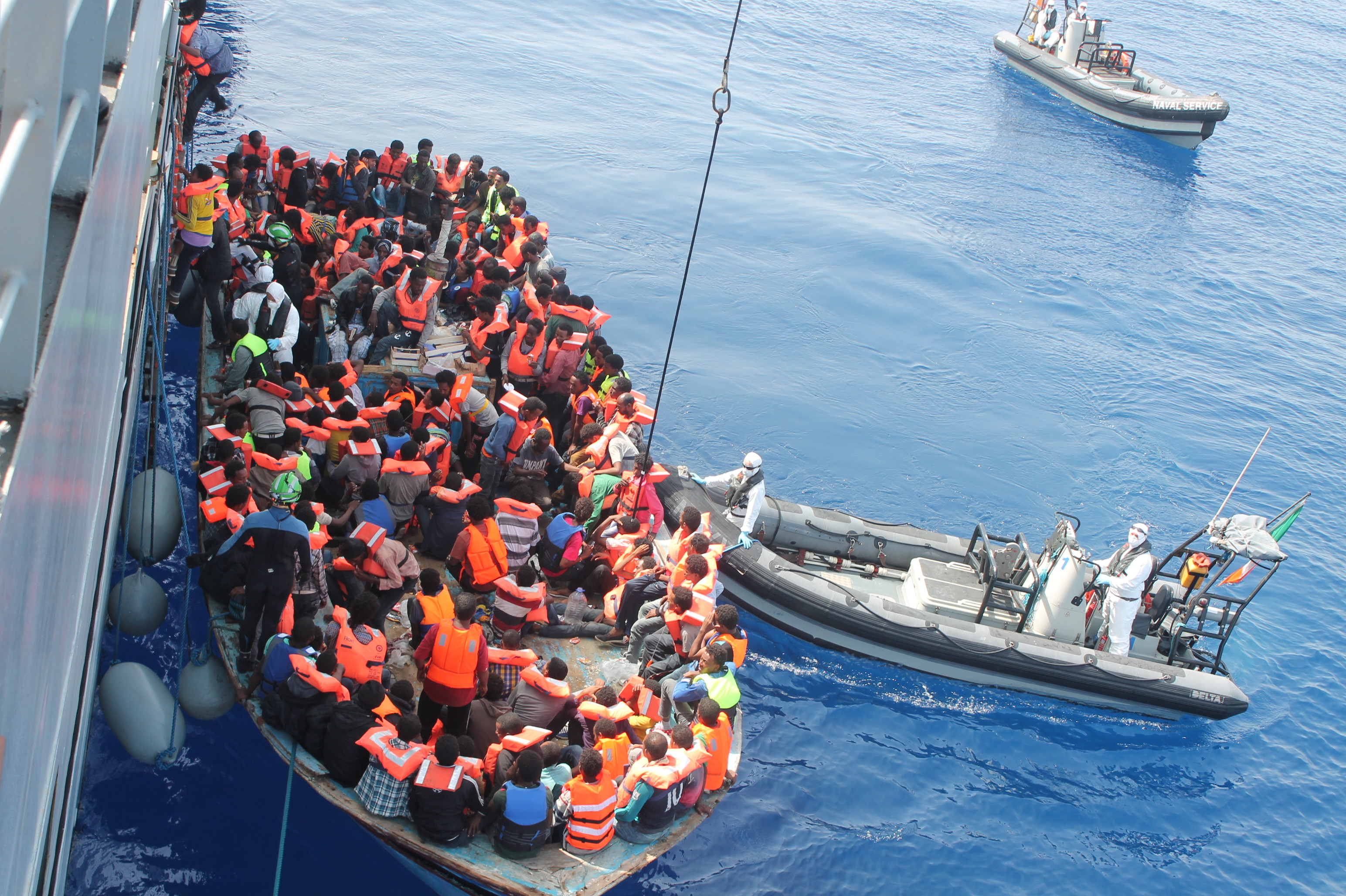
Die LÉ Eithne, Flaggschiff der irischen Marine rettet Migranten im Rahmen der Triton-Mission (Juni 2015)

Triton ist eine Mission der europäischen Agentur Frontex, die im Auftrag der EU die Sicherung der Außengrenzen der Europäischen Union in Italien gewährleisten soll. Sie begann am 1. November 2014 und war ursprünglich bis Dezember 2015 geplant, dauerte aber bis zum 1. Februar 2018 an, als sie durch Operation Themis ersetzt wurde.

## Geschichte
Am 31. Oktober 2014 wurde die italienische Marineoperation „Mare Nostrum“ zur Seenotrettung von Flüchtlingen beendet. Im Gegensatz zu „Mare Nostrum“ beschränkt sich „Triton“ im Wesentlichen auf die Sicherung der Grenzen. Die im Auftrag von Frontex patrouillierenden Schiffe, Flugzeuge und Hubschrauber sind primär für einen küstennahen Einsatz vorgesehen. Diese Beschränkung der Einsätze wird von Menschenrechtsorganisationen scharf kritisiert.
Italiens Innenminister Angelino Alfano sagte dazu: „30 Seemeilen vor der italienischen Küste endet Europa, bis dahin helfen wir. Dahinter befinden sich die internationalen Gewässer und dort gilt das internationale Seerecht.“
Verteidigungsministerin Roberta Pinotti sagte zu den Zuständigkeiten: „Dieses internationale Seerecht nimmt auch die zivile Schifffahrt mit in die Pflicht. [...] Jedes x-beliebige Schiff, das auf hoher See einen Hilferuf bekommt, muss diesem folgen. Insofern ändern sich bei der Triton-Mission jetzt die Regeln. Schiffe, die sich in der Nähe eines Notfalls befinden, müssen sofort eingreifen, da gibt es keine Ausnahme.“
Seit dem Beginn der Mission wurden bis Ende 2014 etwa 13.000 Flüchtlinge aus Seenot geborgen und 53 Schleuser festgenommen. Dabei stellen die EU-Staaten Schiffe, weiteres Material und Personal bereit. Anfang 2015 waren sieben Schiffe, vier Flugzeuge und ein Hubschrauber beteiligt. Monatlich stehen dafür 2,9 Millionen Euro zur Verfügung. Dieser Betrag wird von Menschenrechtsorganisationen wie Pro Asyl und Amnesty International als zu gering eingeschätzt. Die italienische Vorgängermission Mare Nostrum kostete 9,3 Millionen Euro pro Monat.
NGOs, Reederverbände und die internationale Seefahrergewerkschaft beschwerten sich im April 2015, dass die „Last der Flüchtlingsströme fast ausschließlich“ von Handelsschiffen getragen werden müsse und warnten vor einem damit drohenden Anstieg der Todesfälle im Mittelmeer. Die Regierungen sollten mehr Schiffe ins Mittelmeer schicken um die Handelsschiffe zu entlasten. In der „schwarzen Woche“ vom 12. bis 19. April 2015 kamen insgesamt bei mehreren Unglücken etwa 1.200 Menschen ums Leben.
Am 23. April 2015 beschlossen die Staats- und Regierungschefs der EU auf einem Sondergipfel in Brüssel, die Mittel für die Mission um 26,25 Mio. Euro zu erhöhen. Neben einer stärkeren Satellitenüberwachung stehen 3 Flugzeuge, 18 Patrouillenboote und zwei Hubschrauber zur Verfügung. Menschenrechtsorganisationen kritisierten die Beschlüsse des EU-Gipfels als nicht ausreichend. Der Vorsitzende von Amnesty International in Europa, John Dalhuisen, erklärte, ohne eine Ausweitung des Einsatzgebietes der Mission "werden Migranten und Flüchtlinge weiter ertrinken".
Im Mai 2015 wurde das Operationsgebiet auf rund 138 Seemeilen südlich von Sizilien ausgeweitet. Eine Verteilung der in Italien und Griechenland ankommenden Flüchtlingen hatten die EU-Staaten im Grundsatz 2015 beschlossen. In der Praxis blieb die Verteilung auf andere EU-Staaten aber bislang weit unter Plan, einige EU-Staaten verweigern sich der Umverteilung gänzlich.

## Neue Strategien der Schlepper
Erstmals seit dem Ende der Marineoperation „Mare Nostrum“ setzen Schleuser auch größere Schiffe ein:
- Flüchtlinge aus Syrien wurden im November 2014 mit dem Frachtschiff Baris nach Ierapetra gebracht.
- Anfang Dezember 2014 wurde der aufgebrachte togolesische Frachter Sandy mit Flüchtlingen aus Syrien nach Crotone eingeschleppt.
- Am 30. Dezember 2014 trieb die Blue Sky M vor der Küste von Korfu. Später wurde das Schiff vor Santa Maria di Leuca mit einem Hubschrauber von italienischen Einsatzkräften besetzt und in den Hafen von Gallipoli eingebracht, wo die Flüchtlinge versorgt wurden.[12]
- Am Abend des 1. Januar 2015 entdeckte die italienische Küstenwache das führerlos etwa 150 Kilometer vor der kalabrischen Küste treibende Frachtschiff Ezadeen mit Hunderten Flüchtlingen. Das in der Operation Triton eingesetzte Patrouillenboot Thýr der isländischen Küstenwache kam dem Schiff am Tag darauf zu Hilfe und schleppte es später in den Hafen von Corgliano ein.[13][14][15][16]

Nachdem 2015 die Operation Triton ausgeweitet und die Operation Sophia zur Schleuserbekämpfung angelaufen war, konnten Militär und Grenzschützer mehrere hundert Boote und ebenso viele Verdächtige aus dem Verkehr ziehen, so dass es kaum noch Holzbarken in Libyen gab. Die Schlepper stiegen auf Schlauchboote um. Auf ein Boot werden teilweise mit Waffengewalt 100 bis 150 Menschen gepfercht. Ein Flüchtling mit minimalen Englischkenntnissen steuert das Boot in internationale Gewässer und setzt einen Seenotruf ab. Danach beginnt ein Wettlauf gegen die Zeit: Hält das überladene Boot, bis Rettungsboote kommen? Die Schmuggler wissen, dass Marineeinheiten der EU die Gewässer vor Nordafrika überwachen und gesetzlich verpflichtet sind, Schiffe und Migranten aus Seenot zu retten und an einen sicheren Ort wie Italien mit zu nehmen.